# Marquita Terry
Marquita Terry (Los Angeles, California, 3 de agosto de 1975) é uma atriz estadunidense, mais conhecida por seu trabalho nas séries USA High e Malibu, CA.

## Biografia
Marquita é filha de Joseph C. Terry e Pauline Terry, diretor do The Oprah Winfrey Show e chefe do departamento de maquiagem de uma grande emissora, respectivamente. Terry foi descoberta por Linda Reitman enquanto interpretava Patty Simcox em uma adaptação de Grease produzida pela sua escola, mas antes de embarcar na carreira, seguiu para a universidade, onde se formou em Rádio, Televisão e Cinema e dirigiu dois curtas.
Quase que imediatamente após se formar, seus sonhos de dirigir filmes foram deixados de lado para que ela pudesse trabalhar do outro lado das câmeras. Seu primeiro trabalho relevante como atriz foi em USA High, onde participou de 94 episódios. Posteriormente, a NBC adicionou Marquita ao elenco de Malibu, CA, já em sua segunda e última temporada.
Suas participações em programas de televisão foram várias ao longo dos anos, e incluem The Shield, Spin City, Becker, Party of Five e The Fresh Prince of Belair, General Hospital, entre muitos outros. Adicionando-se a estes, ela também foi integrante do elenco regular de Kristin e Deep Cover.
Recentemente, Marquita foi a estrela do premiado filme independente Lost in Plainview, escrito e dirigido por Eric Chambers, e também estrelou outro filme de destaque chamado Carrie's Choice, indicado para vários prêmios. Por fim, ela também escreveu seu primeiro roteiro, para um filme chamado The Look of Love.

## Filmografia

### Televisão
- 2005 All of Us como Jessica
- 2004 General Hospital como Iris McNeill
- 2003 Half & Half como Gina
- 2003 The Division como Toni Robinson
- 2002 The Shield como Melissa Kramer
- 2002 Deep Cover como Shane Hunter
- 2001 The Huntress como Lisa Lee
- 2001 Spin City como Sheri Heywood
- 2000 Becker como Shannon
- 2000 Malibu, CA como Lisa Jones
- 1999 City Guys como Tasha
- 1999 USA High como Winnie Barnes
- 1994 The Fresh Prince of Belair como Laqueesha

### Cinema
- 2005 Carrie's Choice como Jasmine
- 2005 Lost in Plainview como Melissa